# Marijan Horvat
Marijan Horvat (10. siječnja 1903. – 29. prosinca 1967.) bio je hrvatski pravnik i romanist, dekan i prodekan Pravnog fakulteta u Zagrebu te rektor i prorektor Sveučilišta u Zagrebu.

## Životopis
Horvat je rođen u Zagrebu gdje je završio osnovnu školu, klasičnu gimnaziju i pravni fakultet, postižući najviše ocjene. Nakon što je doktorirao na Pravnom fakultetu u Zagrebu 1926., odlazi u Pariz gdje na pravnom fakultetu provodi jednu studijsku godinu slušajući predavanja poznatih romanista Paula Colineta i Piera Noillesa. Nakon povratka u Zagreb, nastavio se baviti već ranije započetom odvjetničko-pripravničkom praksom, a 1929. postao je odvjetnik.
Sveučilišnu karijeru Horvat je počeo 1938. kao honorarni nastavnik rimskog prava na Pravnom fakultetu u Zagrebu. Napustio je odvjetničku službu početkom 1940. i nastavio kao privatni docent, a kasnije je imenovan izvanrednim profesorom. Redovni profesor postao je 1944. i ponovno od 1945., jer su svi izbori na Sveučilištu u vrijeme Nezavisne Države Hrvatske bili poništeni. Za dopisnog člana Jugoslavenske akademije znanosti i umjetnosti u Zagrebu izabran je 1961. Horvat je bio dekan i prodekan Pravnog fakulteta u Zagrebu dva puta te rektor (1958. – 1960.) i prorektor (1960. – 1962.) Sveučilišta u Zagrebu. Dugi niz godina obavljao je uspješno dužnost urednika časopisa Zbornik Pravnog fakulteta u Zagrebu od 1953. do 1965., kao i dužnost predstojnika Knjžnice Pravnog fakulteta u Zagrebu. Aktivno je sudjelovao u upravi velikog broja znanstvenih, kulturnih i drugih javnih ustanova i udruga, među njima i Udruženja pravnika, Odvjetničke komore, Nacionalne i sveučilišne knjižnice, Matice hrvatske i dr. Bio je član niza pravno-povijesnih i drugih društava od kojih su brojna bila inozemna (Société d'histoire du droit de l'Antiquité u Bruxellesu, Société Jean Bodin pour l'histoire des institutions u Bruxellesu, i Société européenne de culture u Rimu).
Horvatov znanstveni interes obuhvaćao je vrlo širok tematski raspon, no najzaslužniji je za svoj doprinos proučavanju rimskog prava. U njegovoj obradi, rimsko pravo nije nikada, čak ni u trenutcima kad je, izravno ili neizravno, zahtijevala ideološka isljučivost aktualne politike, promatrao jednodimenzionalno, isključivo kao povijesno pravo, kao pravo koje bi prestalo vrijediti zajedno s antičkom rimskom državom koja ga je stvorila. Tako je primjerice u monografskom spisu Bona fides u rimskom obveznom pravu (1939.), poznatom u inozemstvu, pružio, ne samo prikaz razvoja načela bona fidei u rimskom razdoblju, što je glavna tema rada, nego i u kasnijim razdobljima, promatrajući kasniji razvoj tog načela, pa i suvremenu njegovu regulaciju u građanskom i drugim zakonodavstvima, samo kao produžetak i nadogradnju ranijeg razvoja, a uvijek s rimskim elementima kao dominantnim. Višedimenzionalni pristup fenomenu rimskog prava izrazito je izražen i u njegovoj knjizi Rimska pravna poviest (1943.) u kojoj je Horvat pružio sustavan prikaz razvitka rimskog prava, ne ograničavajući se na antičko razdoblje, nego prateći, u glavnim linijama, i dalji život rimskog prava sve do modernih građanskih zakonika, i to kako u praktičnoj primjeni (s naglaskom na recepciji rimskog prava), tako i u znanstvenoj obradi (u učenjima kako glosatorske i postglosatorske škole tako i škole elegantne jurisprudencije, historijsko-pravne škole i dr.).
Horvat je umro u Zagrebu u šezdeset i petoj godini života.

## Djela
- Horvat, Marijan; Bastaić, Konstantin; Sirotković, Hodimir. 1968. Rječnik historije, države i prava. Informator. Zagreb.
- Horvat, Marijan. 1965. Plan mirovne organizacije češkoga kralja Jurja Podjebradskog. Jugoslavenska akademija znanosti i umjetnosti. Zagreb.
- Horvat, Marijan. 1956. Réflexions sur l'usucapion et l'auctoritas (francuski). Office international de librairie. Bruxelles.
- Horvat, Marijan. 1951. Oporuka splitskog priora Petra. Jugoslavenska akademija znanosti i umjetnosti. Zagreb.
- Horvat, Marijan. 1951. Rimsko pravo u našem pravnom studiju. Jugoslavenska akademija znanosti i umjetnosti. Zagreb.
- Horvat, Marijan; Eisner, Bertold. 1948. Rimsko pravo. Nakladni zavod hrvatske. Zagreb.
- Horvat, Marijan. 1943. Rimska pravna poviest. Knjžara Zlatko Streitenberger. Zagreb.
- Horvat, Marijan. 1939. Bona fides u razvoju rimskoga obveznoga prava. Nadbiskupska tiskara. Zagreb.